# Olympia de París
El Olympia (L’Olympia) de París, ubicado en el número 28 del bulevar de las Capuchinas, es un teatro que adquirió renombre internacional a partir de los años sesenta por la actuación de músicos y cantantes de muchos países y de estilos muy diferentes, y también por la acústica que hace que sea un lugar muy adecuado para grabar actuaciones en directo.

## Historia
El teatro fue fundado en 1888 por el español Josep Oller, que también había sido el creador del Moulin Rouge. Fue inaugurado con una actuación de La Goulue, una de las bailarinas de can-can más populares en su época.
Hasta principios de los años cincuenta los espectáculos fueron muy diversos (actuaciones de cantantes, ballet, circo, opereta, proyecciones cinematográficas, entre otros).
A principios de los cincuenta, el teatro fue reconstruido por iniciativa de Jacques Haïk, que también era el propietario del Grand Rex, uno de los cines más importantes de París. El principal objetivo era conseguir que el teatro tuviera la mejor acústica posible. Una vez concluidas las obras, el compositor Bruno Coquatrix fue contratado como director, cargo en el que permanecería hasta su muerte en 1979.
En 1961, Édith Piaf, a petición de Bruno Coquatrix, ofreció una serie de conciertos, tal vez los más memorables y emotivos de su carrera, en el Olympia de París, local que estaba bajo amenaza de desaparecer por problemas financieros. Fue en ese, su salón de espectáculos favorito, en el que presentó la canción Non, je ne regrette rien, que se adaptaba perfectamente a su persona y que Charles Dumont había compuesto para ella. Con ello salvó al Olympia y Bruno Coquatrix le quedó eternamente agradecido.
Bruno Coquatrix llegó a tener mucho prestigio en medios profesionales, porque se consideraba que era audaz y que tenía muy buen criterio, ya que no dudaba en contratar cantantes poco conocidos que se harían famosos a partir de su actuación en el Olympia, como Georges Brassens o Jacques Brel, y también a otros ya consagrados como la fadista portuguesa Amália Rodrigues, Frank Sinatra o la cantante egipcia Umm Kalzum, que era prácticamente desconocida en los países occidentales, pero muy popular en el mundo árabe, hasta el punto de que su cachet era el más alto del mundo, por lo que su contratación suponía un riesgo económico notable (sus conciertos en París en 1967 fueron los únicos en un país occidental). También fue en el Olympia donde The Beatles y The Rolling Stones, ambos en 1964, realizarían sus primeros conciertos importantes fuera de Inglaterra. Bruno Coquatrix fue criticado, en su momento, por manifestar su preferencia por la música pop británica y no por la francesa, porque pensaba que, en general, los cantantes franceses más notables estaban dentro del género de la chanson y no del pop.
Si bien en un principio el teatro era muy conocido en Francia, pero no internacionalmente, en los años sesenta se convirtió en un lugar de paso prácticamente obligado en la carrera de un cantante o grupo musical dentro de la música popular. Esta situación continuó hasta finales de los años setenta, cuando los conciertos multitudinarios dejaron de ser algo excepcional, para convertirse en la norma, ya que el Olympia solo tiene unas 2000 localidades. No obstante, sigue contando con grandes actuaciones, como la de The Rolling Stones en 1995, y sigue siendo un lugar muy apreciado por su acústica, especialmente para grabar conciertos en directo. En 1993, el ministro de cultura Jack Lang incluyó el teatro en el Patrimonio Cultural francés.
La prensa internacional se hizo presente en 2007, cuando Paul McCartney y su banda hicieron un concierto en el mítico teatro y también en 2008, cuando Madonna se presentó como parte de una minigira promocional de su undécimo álbum de estudio, Hard Candy.

## Algunos de los músicos y cantantes que actuaron en el Olympia
- Astor PiazzollaKhaledArgelia
  - Idir, cantautor.
  - Khaled, cantautor.
  - Matoub Lounès, cantautor.

- Argentina

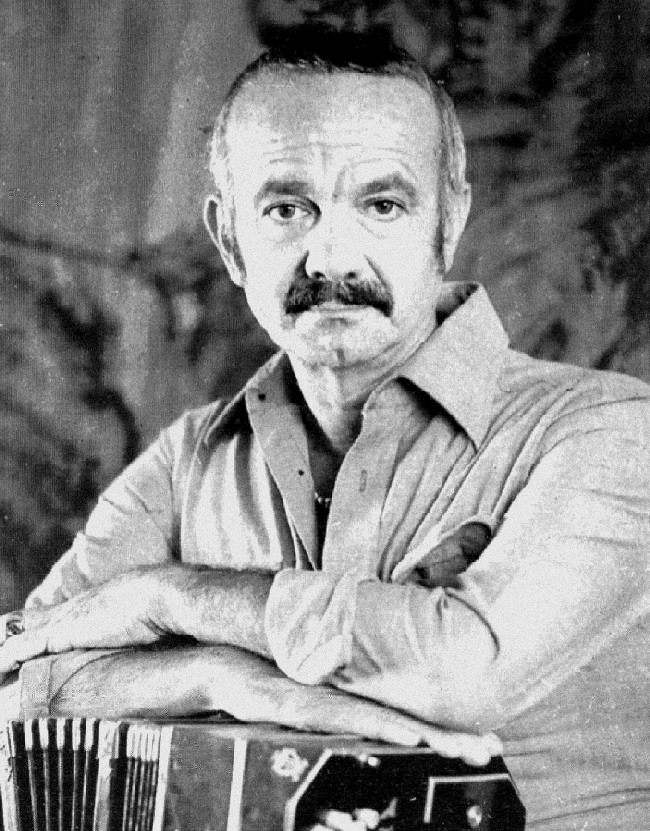
Astor Piazzolla

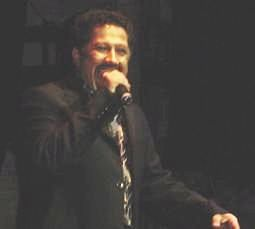
Khaled

  - Los Cinco Latinos, pioneros Pop & Rock and Roll en la Argentina
  - Los Calchakis, banda de música andina.
  - Alberto Cortez, cantante y autor de baladas.
  - Astor Piazzolla, bandoneonista y compositor de tangos
  - Jairo, cantante, autor y compositor
  - Atahualpa Yupanqui Cantante, guitarrista y autor y compositor de folklore.
  - Susana Rinaldi cantante de tangos
  - Mercedes Sosa cantante de folklore y música popular

- Bélgica

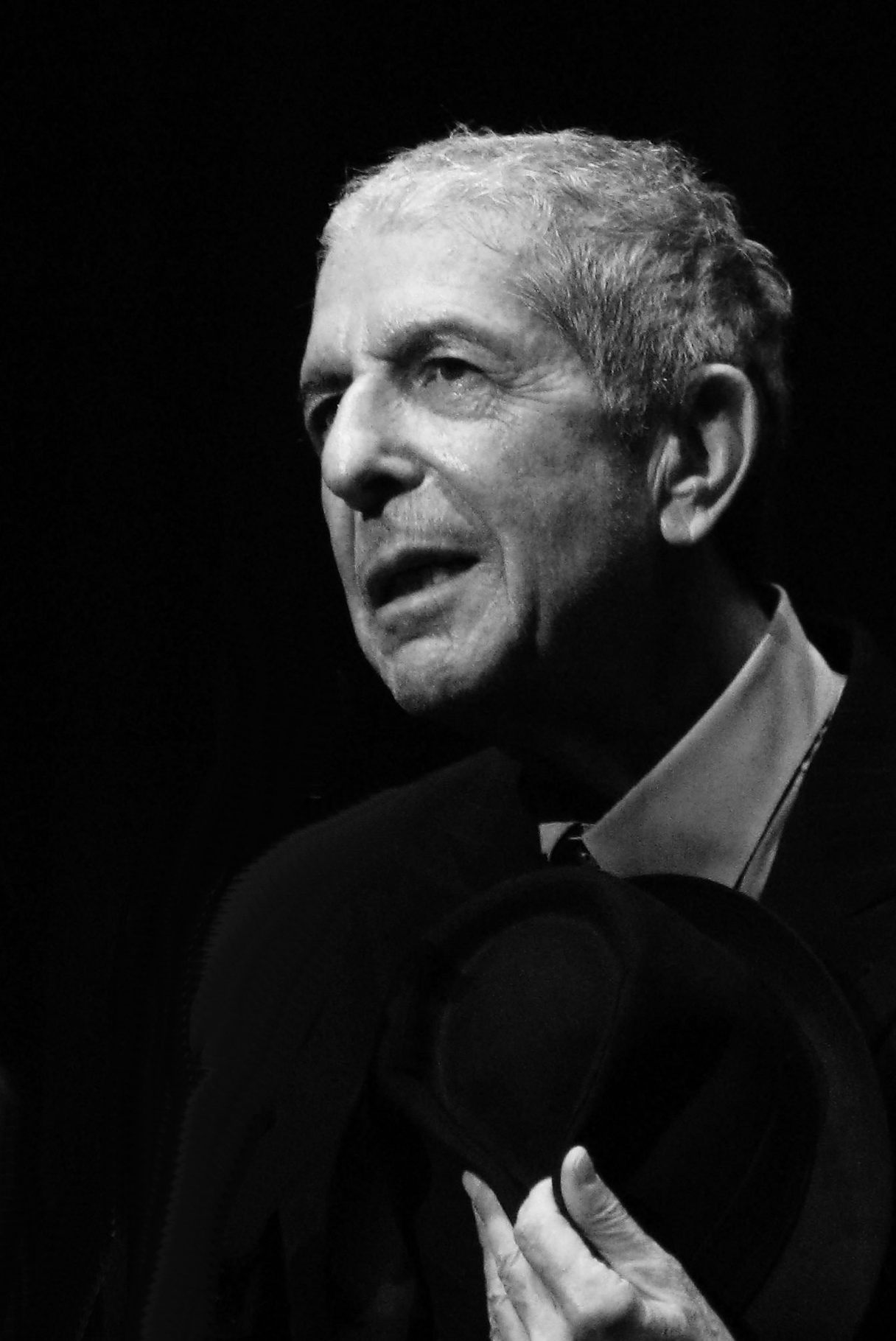
Leonard Cohen

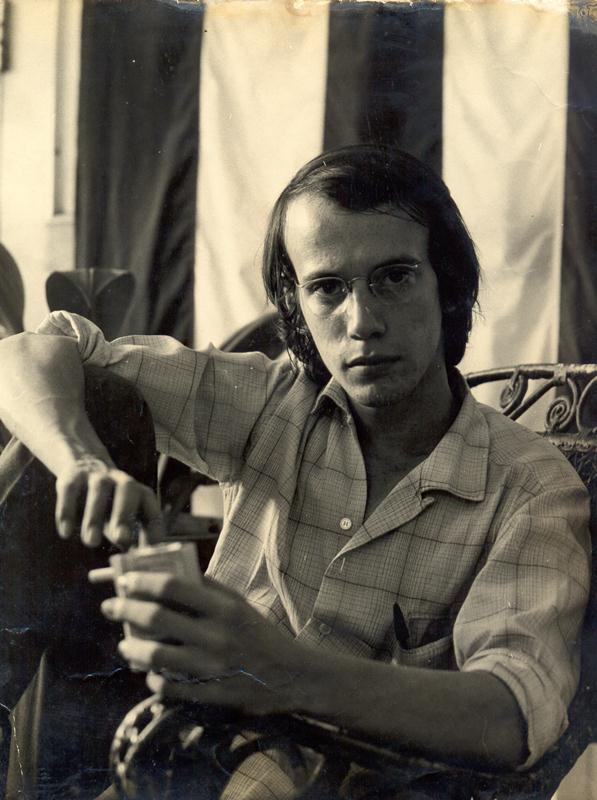
Silvio Rodríguez

  - Jacques Brel (1929-1978), cantautor francófono.
  - Jonatan Cerrada
  - Lara Fabian
- Bolivia
  - Ruphay
  - Savia Andina, conjunto de música andina.
  - Kala Marka, de Bolivia.

- Canadá
  - Paul Anka
  - Leonard Cohen
  - Céline Dion
  - Diana Krall
  - Natasha St-Pier

- Chile
  - Tito Fernández, cantautor.
  - Quilapayún, conjunto musical de música andina.
  - Los Jaivas, banda de rock progresivo.
  - Mon Laferte, cantante y compositora.

- Costa Rica
  - Chavela Vargas

- Cuba
  - Buena Vista Social Club, conjunto de música tradicional cubana.
  - Celia Cruz, cantante popular.
  - Pablo Milanés, cantautor.
  - Silvio Rodríguez, cantautor.

- España
  - Bruno et ses rockeros
  - José Menese
  - Camarón de la Isla
  - Maria del Mar Bonet
  - Los Bravos
  - Pablo Guerrero
  - Paco Ibáñez
  - Julio Iglesias
  - Pablo Alborán
  - Gloria Lasso
  - Lluís Llach
  - Lola Flores
  - Los Tamara
  - Luis Mariano
  - Maruja Garrido
  - Luz Casal
  - Raquel Meller
  - Ovidi Montllor y Toti Soler
  - Francesc Pi de la Serra
  - Raphael
  - Raimon
  - Mari Trini
  - Joan Manuel Serrat
  - Joaquín Sabina

- Estados UnidosChuck Berry
  - Yeah Yeah Yeahs
  - Louis Armstrong
  - Lana Del Rey
  - Sidney Bechet
  - Chuck Berry
  - James Brown
  - Ray Charles
  - Sammy Davis Jr.

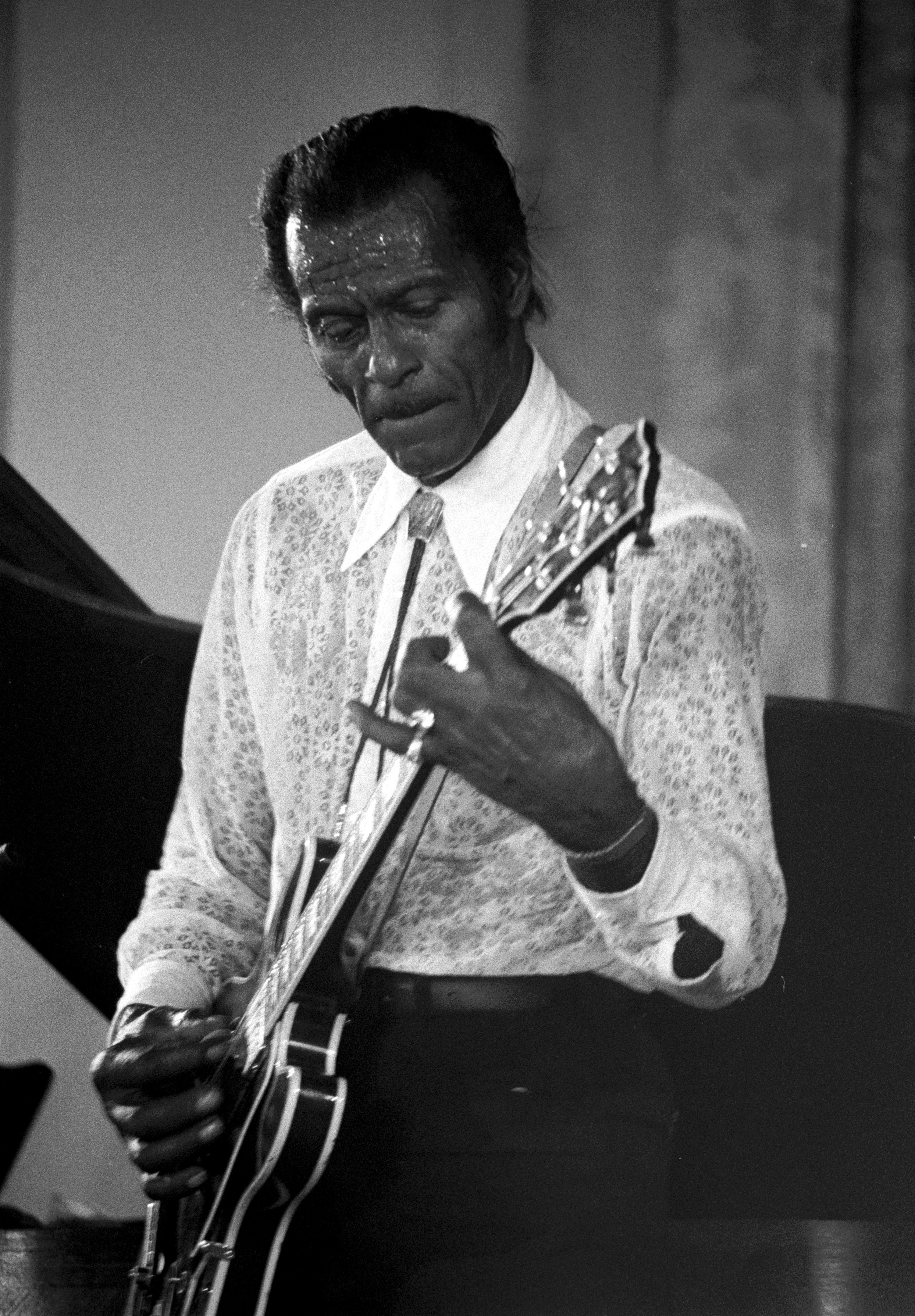
Chuck Berry

  - Marlene Dietrich, actriz y cantante estadounidense de origen alemán.
  - Bob Dylan
  - Aretha Franklin
  - Judy Garland
  - Bill Haley
  - Jimi Hendrix
  - Billie Holiday
  - Janis JoplinMadonna
  - Nat King Cole
  - Mario Lanza
  - Madonna
  - Lady Gaga
  - Liza Minnelli
  - Otis Redding
  - Lou Reed

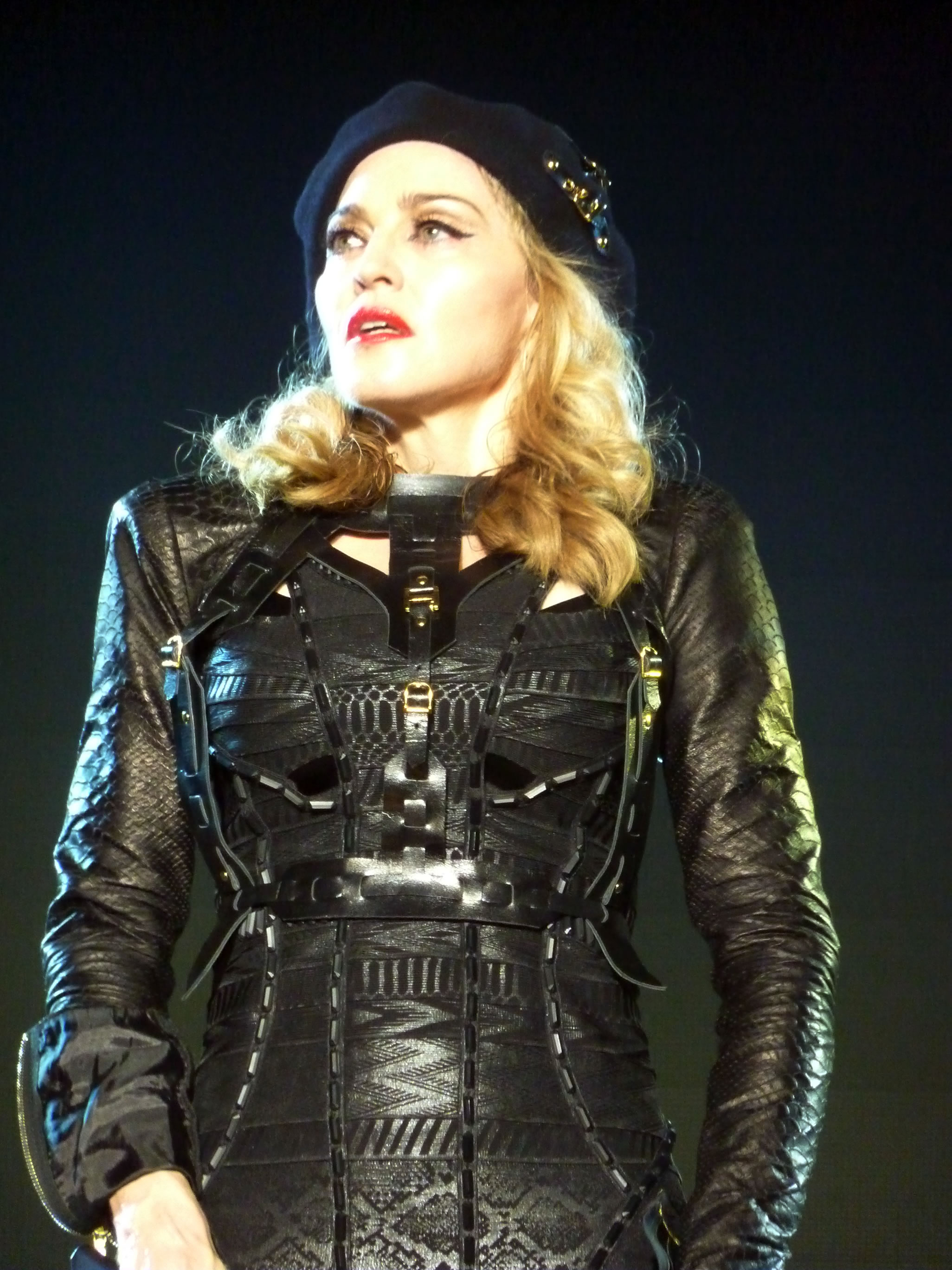
Madonna

  - Steven Seagal, actor, músico y experto en artes marciales
  - Nina Simone
  - Frank Sinatra
  - Ike & Tina Turner
  - Stevie Wonder
  - Taylor Swift

- Francia
  - Grégory LemarchalGeorges Brassens
  - Édith Piaf
  - Indochine

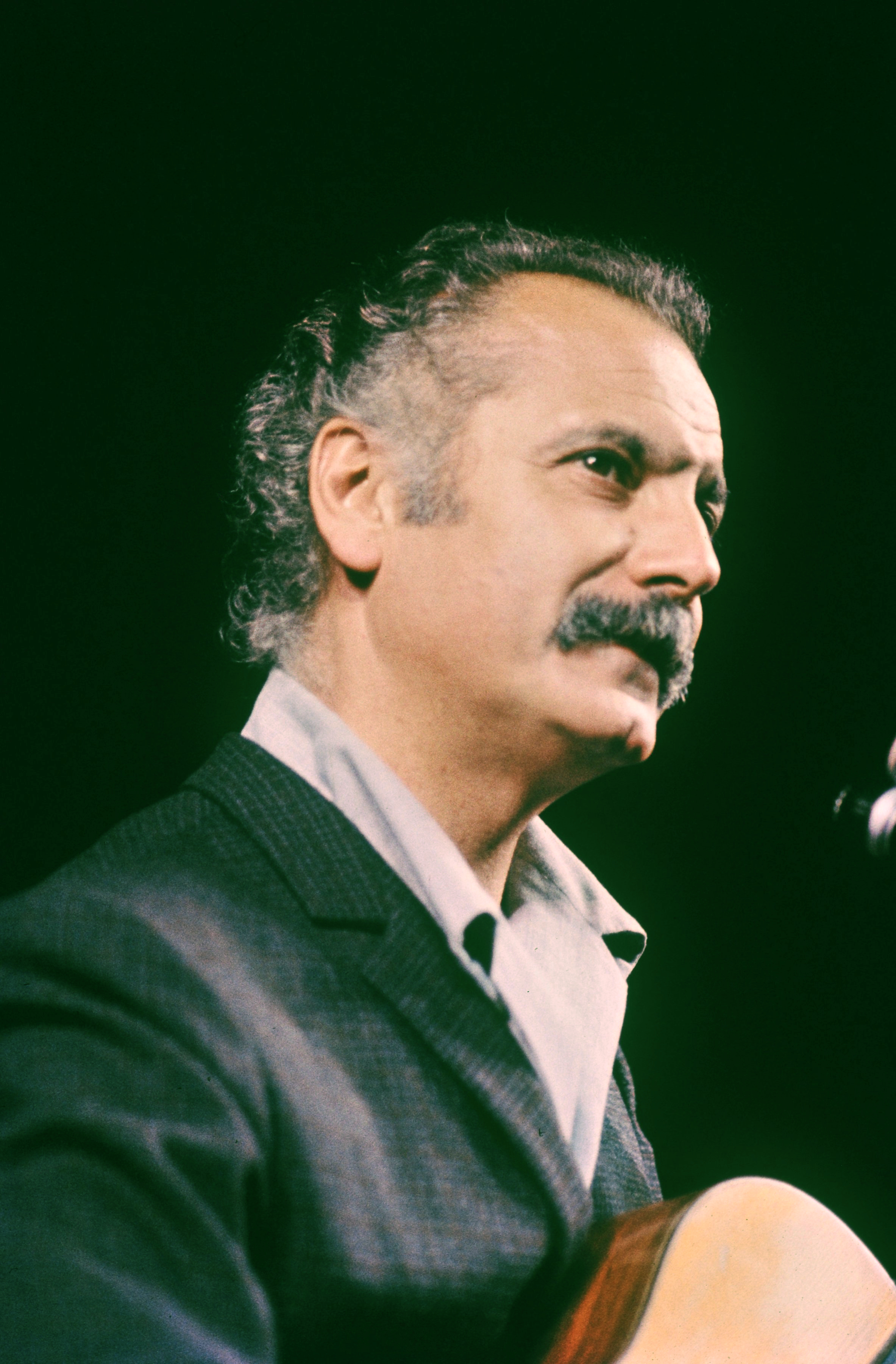
Georges Brassens

  - Charles Aznavour, cantautor francés de origen armenio.
  - Joséphine Baker, vedette y cantante francesa de origen estadounidense.
  - Barbara
  - Gilbert Bécaud
  - Georges Brassens
  - Jane Birkin
  - Christophe
  - Dalida, cantante francesa de origen egipcio e italiano.
  - Arielle Dombasle, actriz de cine y de comedia musical, cantante y vedette.
  - Juliette Gréco
  - Johnny Hallyday
  - Marie Laforêt
  - Mano Negra
  - Mireille Mathieu
  - Mistinguett, vedette y cantante.Édith Piaf

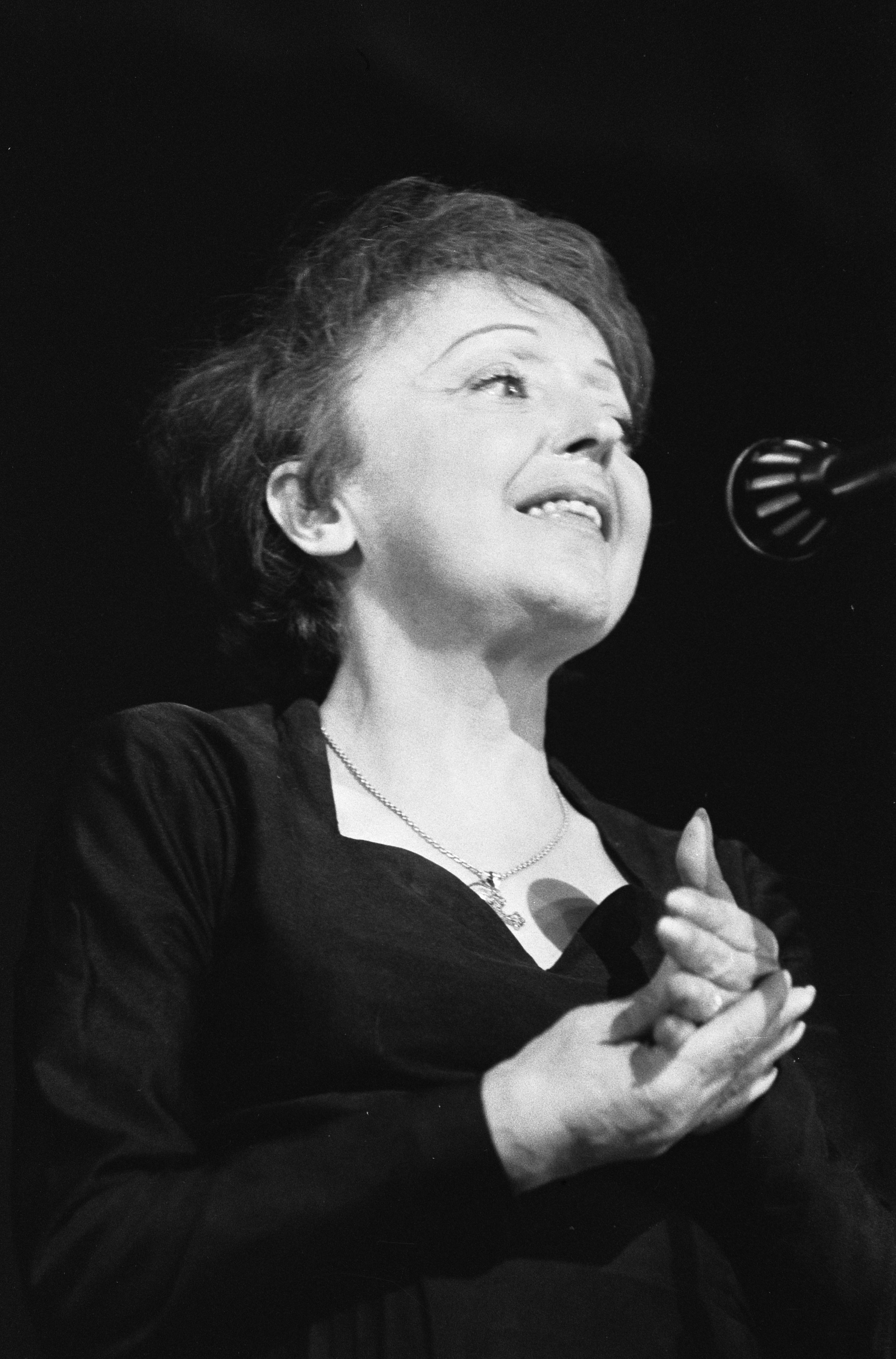
Édith Piaf

  - Yves Montand, cantante francés de origen italiano.
  - Georges Moustaki, cantautor francés de origen griego.
  - Vanessa Paradis
  - Michel Polnareff
  - Serge Reggiani, actor y cantante francés de origen italiano.
  - Renaud
  - Alizée
  - Émilie Simon
  - Alain Souchon
  - Alan Stivell
  - Anne Sylvestre
  - Charles Trenet
  - Sylvie Vartan
  - Hervé Vilard
  - Guy Béart
  - Priscilla Betti

- Italia

- - Salvatore Adamo
  - Gigi D'Alessio
  - Zucchero Fornaciari
  - Marino Marini
  - Mina
  - Mia Martini
  - Laura Pausini
  - Ornella Vanoni
  - Patty Pravo
  - Gigliola Cinquetti

- México

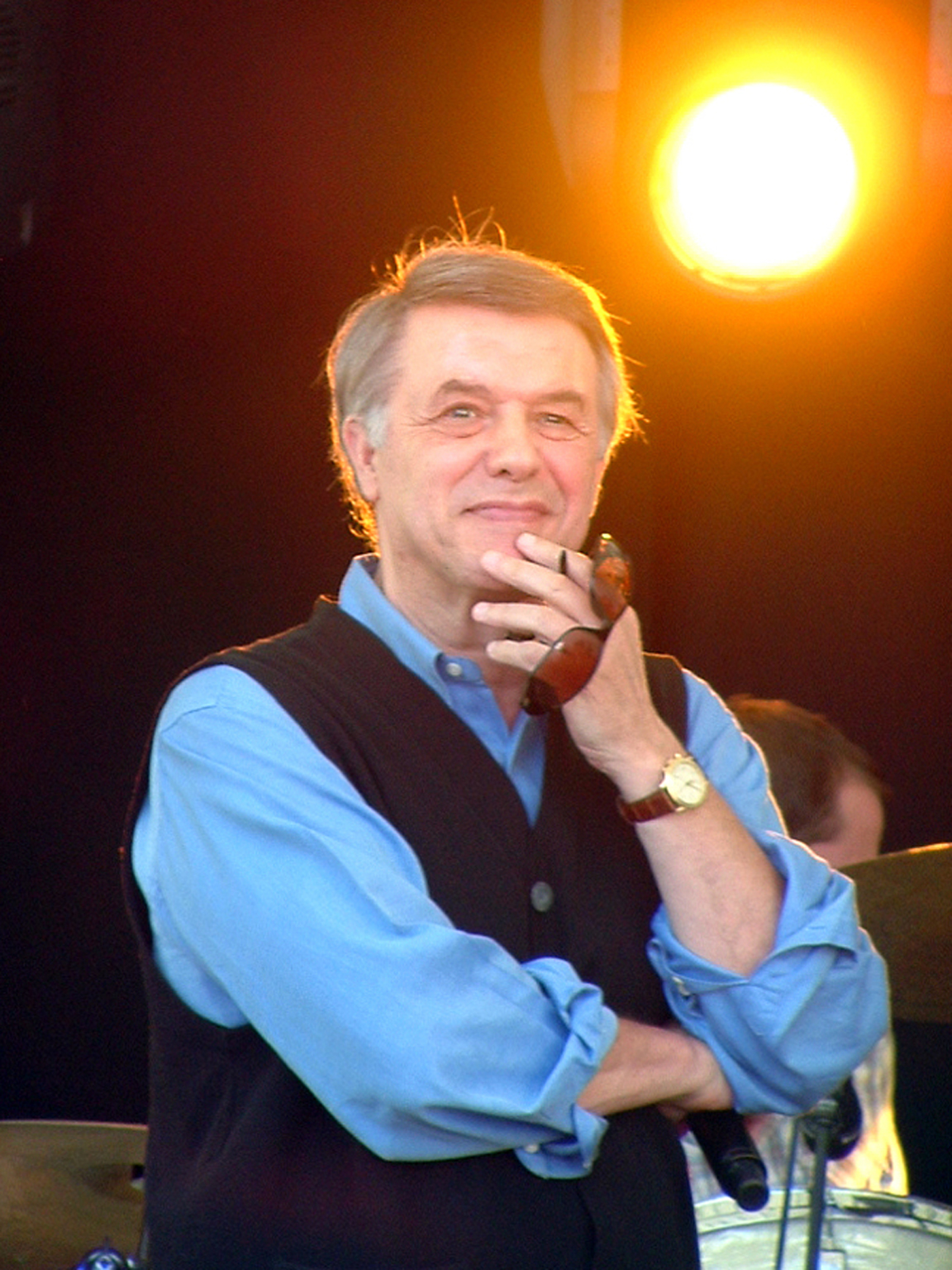
Salvatore Adamo

  - Chavela Vargas, cantautora de origen costarricense.
  - Lola Beltrán, cantante.
  - Carlos Santana, guitarrista de rock.

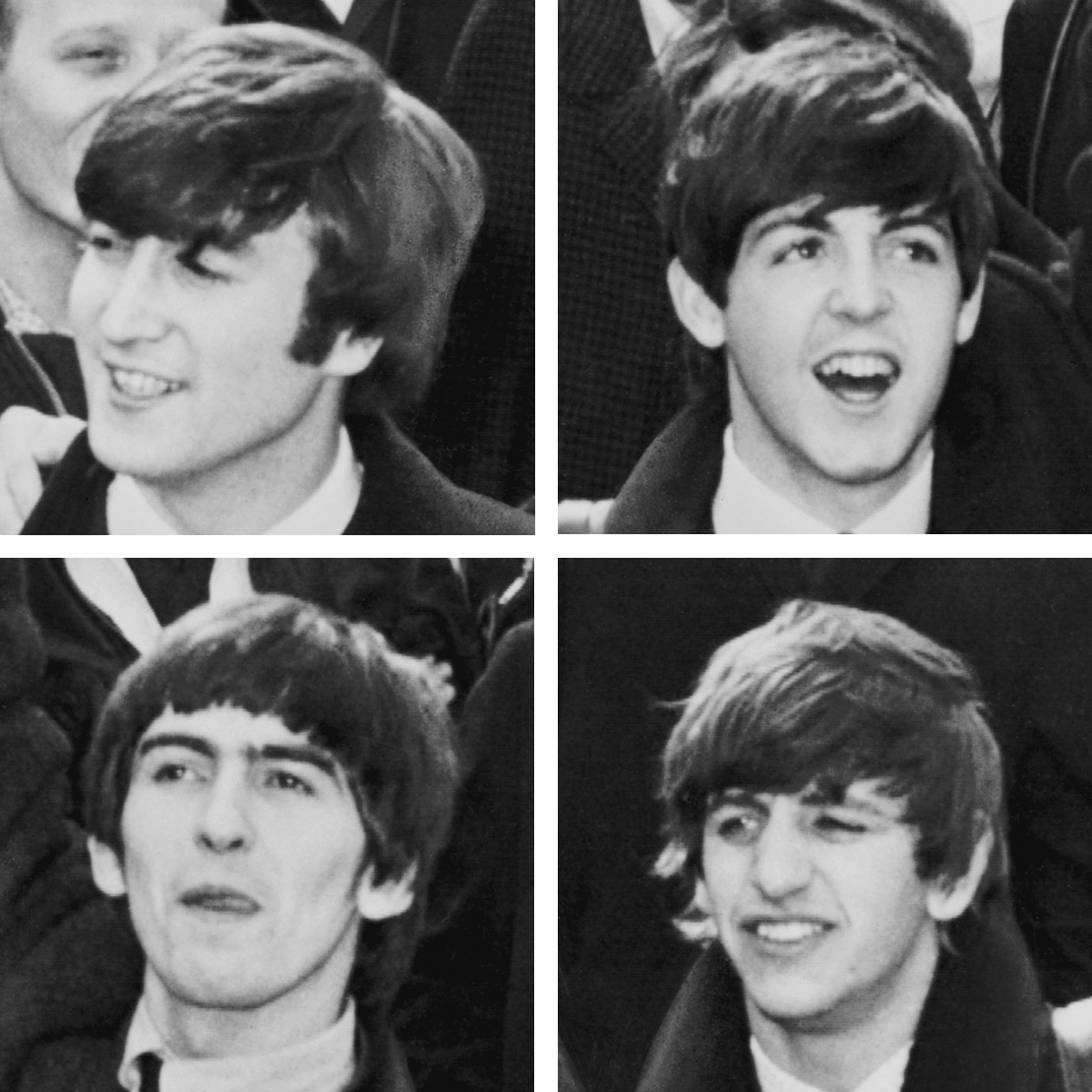
The Beatles

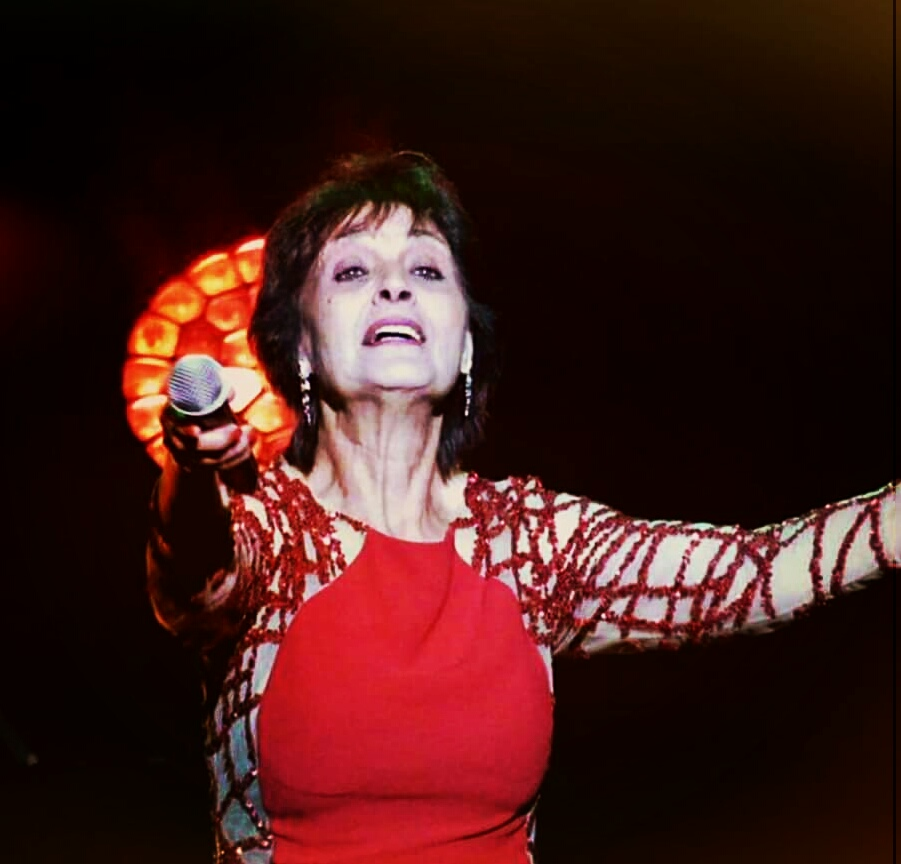
Linda de Suza

  - Ana Gabriel, Cantautora.
  - Natalia Lafourcade, Cantautora.

- Perú
  - Tania Libertad, cantante.
  - Lucho Barrios

- Portugal

- - Amália Rodrigues
  - Linda de Suza

- Reino Unido
  - Black Sabbath
  - Eric Burdon
  - The Beatles
  - David Bowie
  - David Gilmour
  - Petula Clark
  - Simple Minds
  - Arctic Monkeys
  - Led Zeppelin
  - Paul McCartney
  - Mika
  - Yes
  - King Crimson
  - Deep Purple
  - Primal Scream
  - The Rolling Stones
  - Wings
  - The Shadows
  - Jimi HendrixRodolfo AicardiDragonForce

- Otros paísesUmm Kalzum

- - Ala Pugachova, cantante de Rusia
  - Vinícius de Moraes, de Brasil.

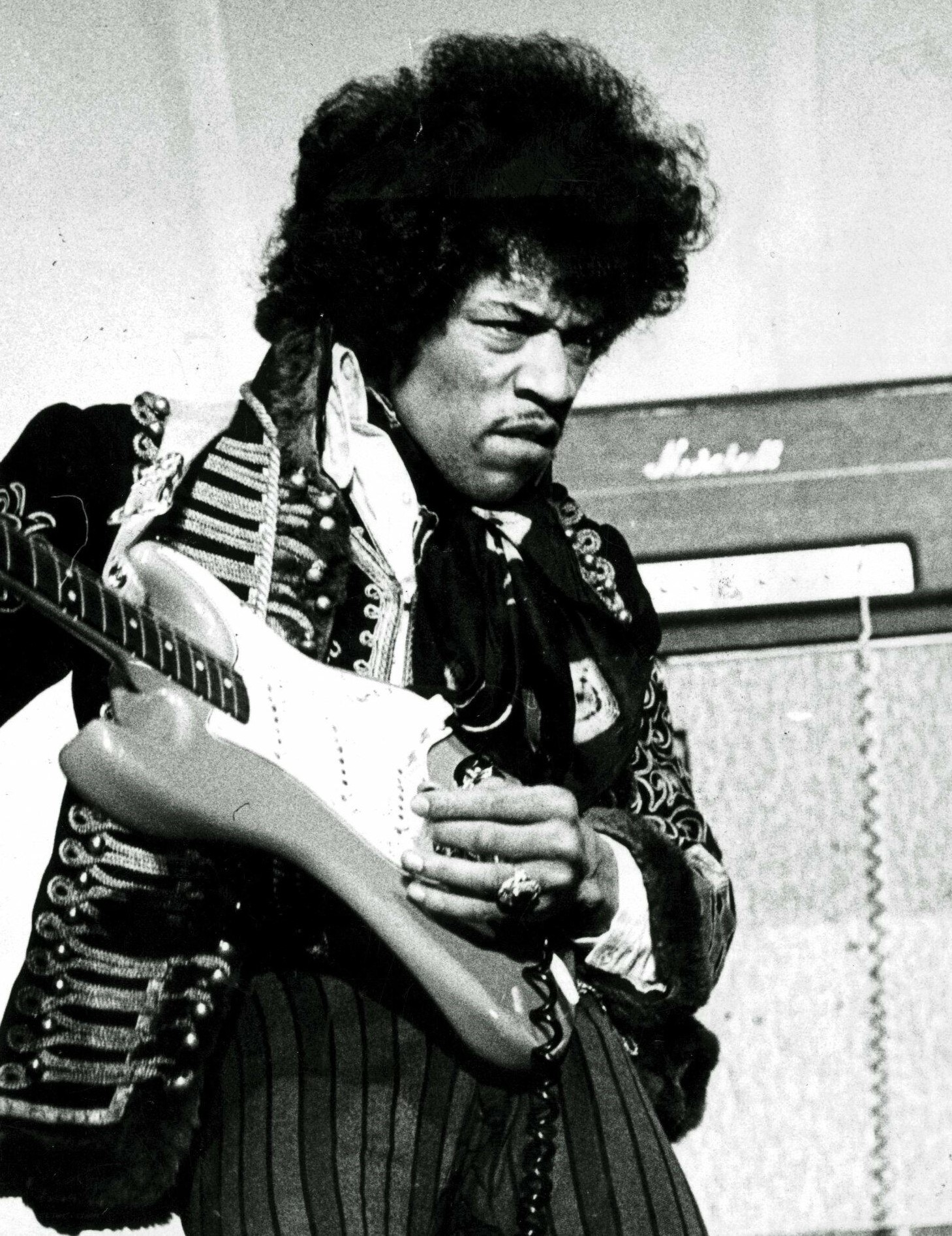
Jimi Hendrix

Rodolfo Aicardi

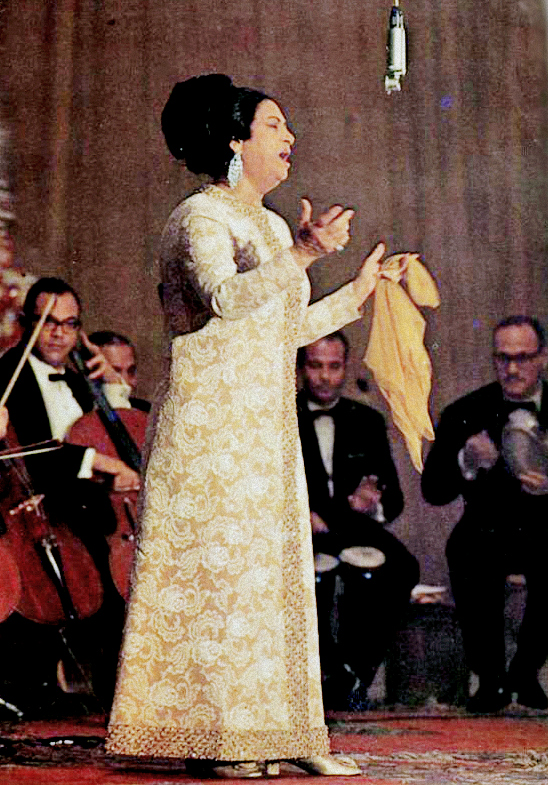
Umm Kalzum

  - Cesária Évora, cantante de Cabo Verde
  - Muslim Magomáyev de Rusia
  - Manu Dibango, saxofonista, director de orquesta y cantante de Camerún
  - Rodolfo Aicardi, Cantautor de Colombia.
  - Umm Kalzum, cantante egipcia.
  - Fairuz, cantante libanesa.
  - Léo Ferré, de Mónaco
  - Miriam Makeba, cantante sudafricana.
  - VAMPS, de Japón.

## Algunos discos grabados en el Olympia

### Años cincuenta
- Léo Ferré, Récital (1955, Odeón).

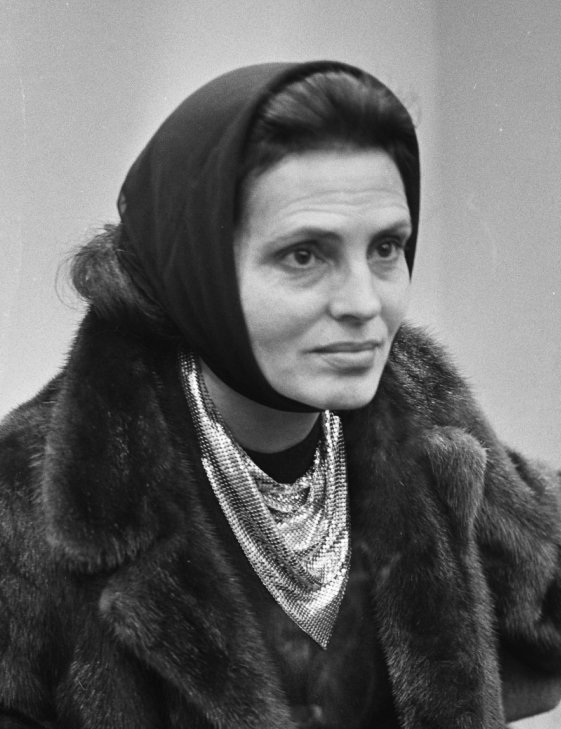
Amália Rodrigues

- Sidney Bechet, Le soir où l'on cassa l'Olympia (1955, Vogue).
- Charles Trenet, Le tour de chant à l'Olympia (1956, Columbia).
- Amália Rodrigues, Amália no Olympia (1957).
- Bill Haley, Vive la Rock'n roll (1958, Big Beat Records).

Cartel que anuncia al cantante Enrico Macias y la cantante brasileña Elis Regina en Olympia en 1968. Archivo Nacional del Brasil.

- Marcel Amont, A l'Olympia (1958, Polidor).

### Años sesenta
- Édith Piaf, Récital 1961 (Columbia).
- Johnny Hallyday À l'Olympia (1962, Philips).
- Frank Sinatra Sinatra And Sextet: Live In Paris (1962).
- Jacques Brel, Olympia 64 (1964, Philips).
- Marcel Amont, Olympia 64 (1964, Apex).
- Johnny Hallyday, Olympia 64 (Philips).Juliette Gréco
- Adamo, À l'Olympia 65 (1965, EMI).

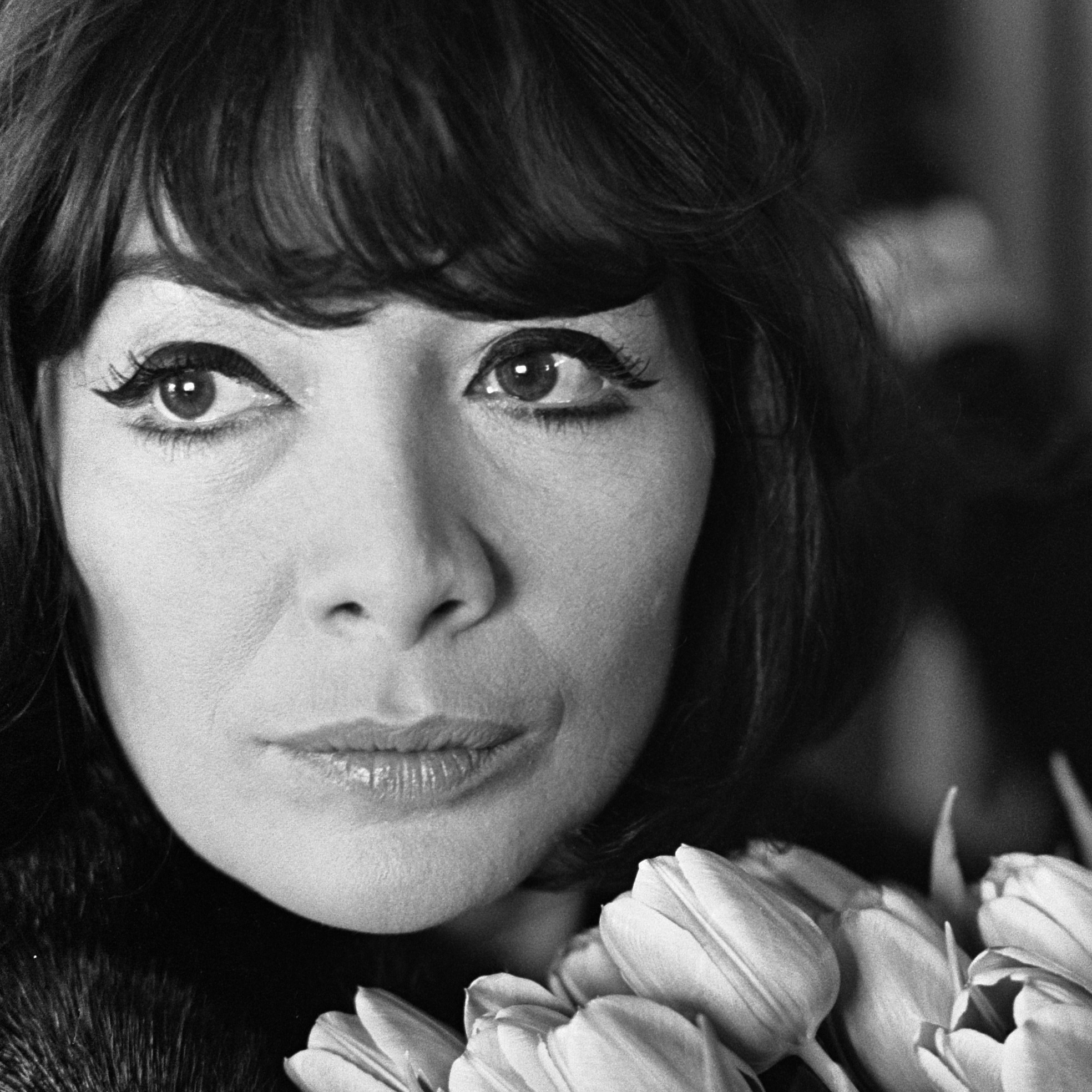
Juliette Gréco

- Juliette Gréco, Juliette Gréco à l’Olympia (1966).
- Raimon, Raimon a l´Olympia (1966).
- Johnny Hallyday, Olympia 67 (Philips).
- Nana Mouskouri, Nana Mouskouri a L'Olympia (1967, Fontana).
- Raphael, "Raphael Live en el olimpia" (1967).
- Adamo, À l'Olympia 67 (1967, EMI).
- Marcel Amont, L'Olympia 67 (1967, Polydor).
- Aretha Franklin, Aretha in Paris (1968, Atlantic).
- Barbara, Une soirée avec Barbara (1969, Philips).
- Paco Ibáñez, Paco Ibáñez en el Olympia (1969, A flor de tiempo).
- Adamo, À l'Olympia 69 (1969, Emi).

### Años setenta
- José Menese, TEATRE DE L'OLYMPIA, (1975, RCA VICTOR)Charles Aznavour

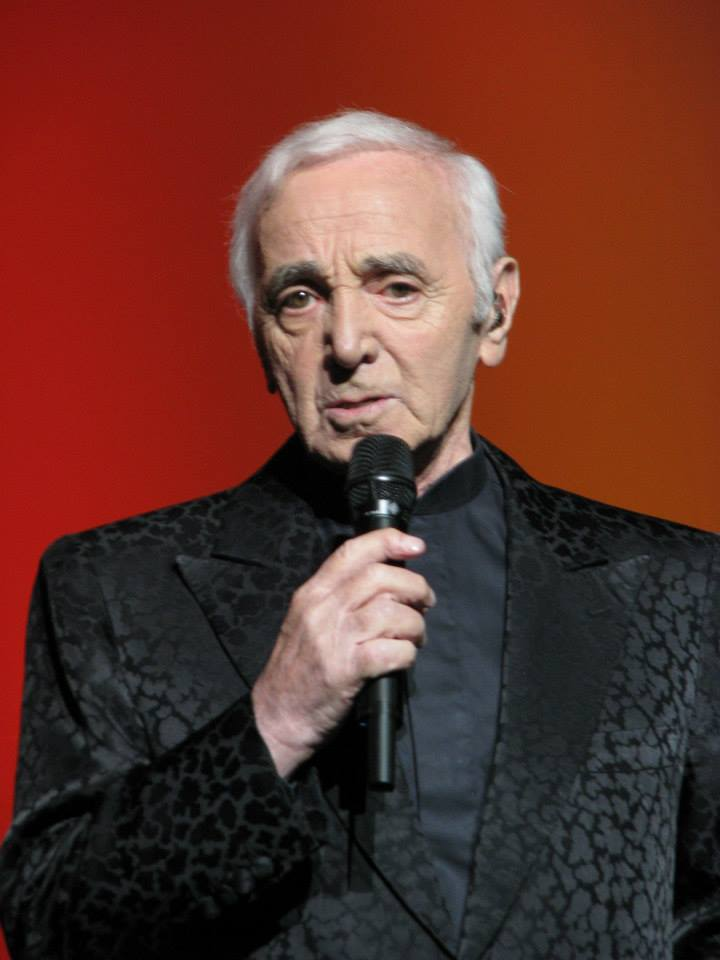
Charles Aznavour

- James Brown, Love Power Peace, Live At The Olympia, Paris 1971 (Polydor).
- Ike & Tina Turner, Live In Paris (1971, Fnac musique).
- Salvatore Adamo, À l'Olympia 71 (1971, EMI).
- Charles Aznavour, Chez lui, à Paris (1972, Barclay).
- Alan Stivell, À l'Olympia (1972, Fontana).
- Lluís Llach, Lluís Llach a l´Olympia (1973).
- Francesc Pi de la Serra, Pi de la Serra a l’Olympia (1975).
- The Shadows, "Live at Paris Olympia" (1975).
- Maria del Mar Bonet, A l´Olympia (1975).
- Ovidi Montllor, Ovidi Montllor a l´Olympia (1975).
- Pablo Guerrero, Pablo Guerrero en el Olympia (1975).
- Julio Iglesias,"En el Olympia" (1976).
- Astor Piazzolla, Olympia 77 (1977)
- Georges Moustaki,Olympia 1977
- Adamo, À l'Olympia 77 (1977, Sony).
- Manu Dibango, À l'Olympia (1978).
- Tito Fernández, Tito Fernández en el Olympia (1979).

### Años ochenta

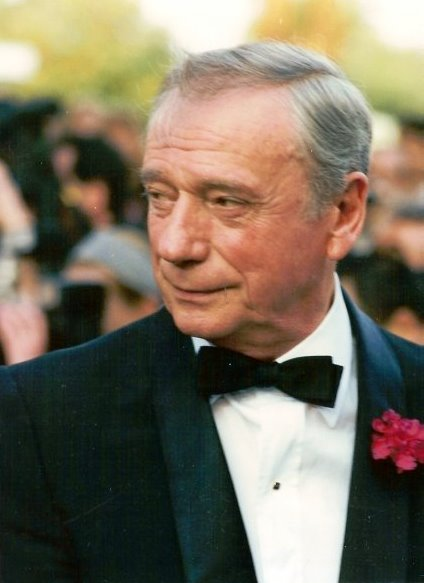
Yves Montand

- Magma, Retrospektïẁ (Parts I+II & III) (1980).
- Carlos do Carmo, Ao vivo no Olympia (1980).
- Yves Montand, Olympia 81 (Fontana).
- Alain Souchon, Olympia 83 (RCA).
- Gilbert Bécaud, L'Olympia, spectacle bleu et spectacle rouge (1988, Emi).
- Anne Sylvestre, Olympia 86 (1989).
- Lola Beltrán En el Olympia de Paris (1984) Discos Gas

### Años noventa
- Juliette Gréco, À l'Olympia (1992, Mercury).
- Céline Dion, À l'Olympia (1994).
- Vanessa Paradis vanessaparadislive (1994, Polydor).
- Jane Birkin, Intégral Olympia (1996).
- Cesária Évora, Cesaria Evora à l'Olympia (1996, Mélodie).
- Deep Purple, Live at The Olympia (1996, Emi).
- Anne Sylvestre, À l'Olympia en 1998 (1999).
- Compay Segundo, Lo mejor de la vida(1998).

### Años 2000

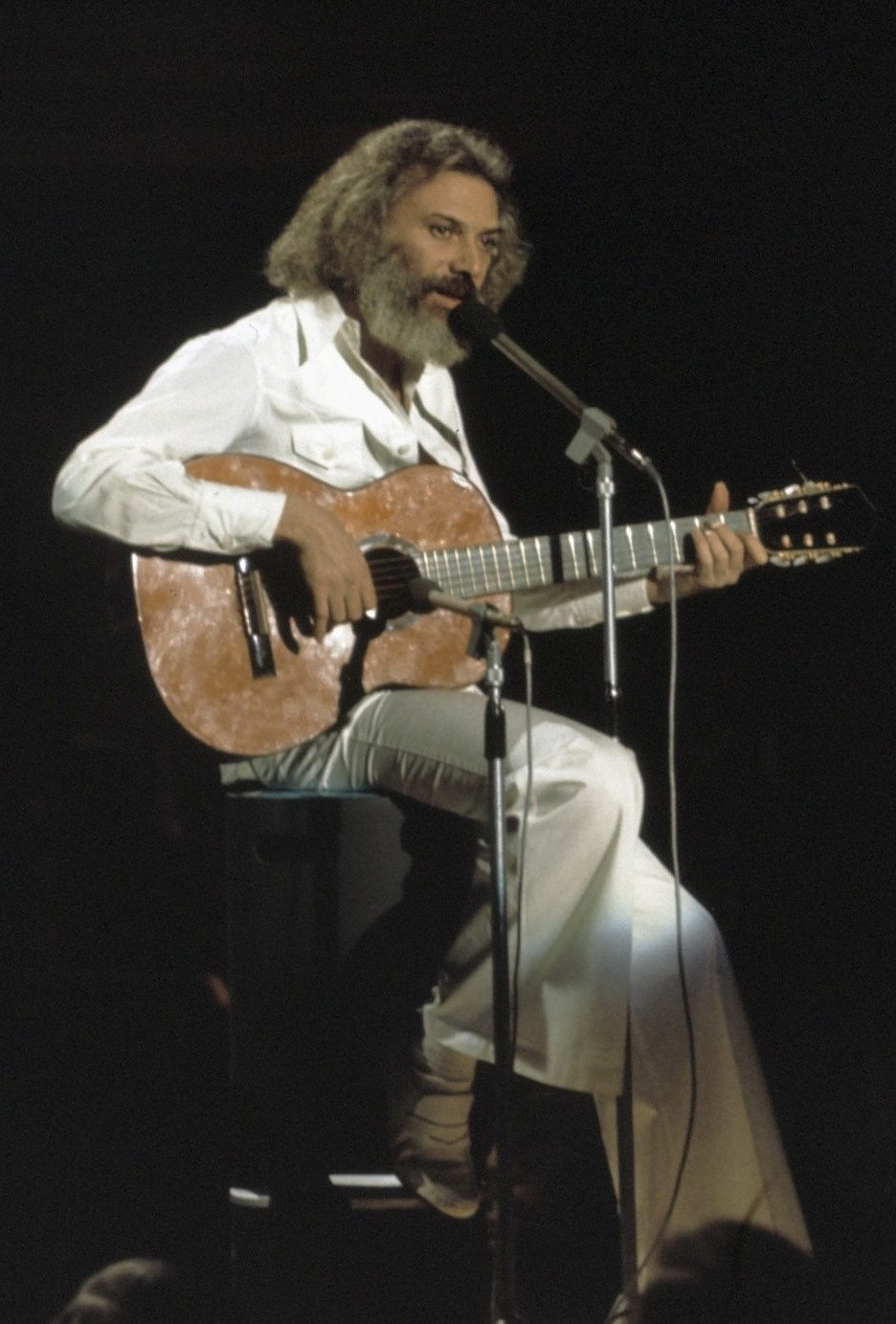
Georges Moustaki

- Johnny Hallyday, Olympia 2000. (Universal Music).
- Georges Moustaki, Olympia 2000. (Polydor).
- Christophe, Olympia 2002 (AZ).
- Jeanne Cherhal, Jeanne Cherhal (2002)
- Alizée, Alizée en Concert (2004).
- Petula Clark, Live at the Paris Olympia (2004).
- Laura Pausini, Live in Paris '05 (2005).
- Raimon, Raimon à l´Olympia (1966-2006) (2006).
- Grégory Lemarchal, Olympia '06 (2006).
- Émilie Simon, À l'Olympia (2007).
- Björk, Voltaic (2009).

### Años 2010
- Madonna, The MDNA Tour (2012).

## Videos
- Grégory Lemarchal, Grégory Lemarchal l'Olympia'06 (2006, 1 DVD).
- Jacques Brel, October 1966, les adieux à l'Olympia (Fondation Brel) (editado a principios del siglo XXI en DVD).Jacques Brel.

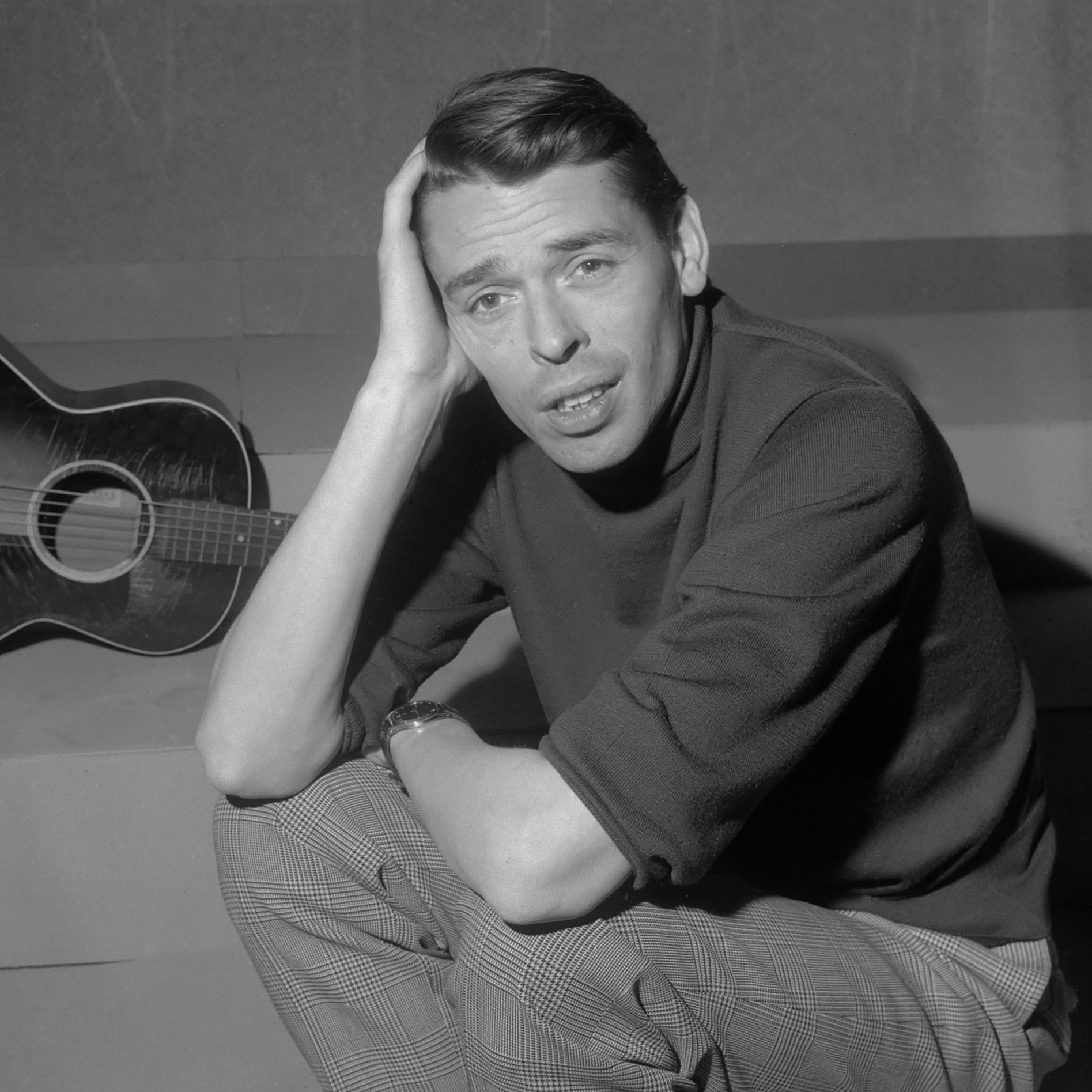
Jacques Brel.

- Om Kolthoum, in Paris at the Olympia (1967, Sono Cairo) (programa de la televisión egipcia, editado a principios del siglo XXI, en DVD).
- Khaled. (1993.1 DVD, ARTE).
- Diana Krall, Live in Paris (2001, 1 DVD, Pioneer).
- Arielle Dombasle, Amor Amor (2002, 1DVD).
- Juliette Gréco, Olympia (2004, 1 DVD, Polydor).
- Si l'Olympia m'était conté... (2005, 1 DVD, l'Harmattan).
- Émilie Simon, À l'Olympia (2007, 1 DVD).